# Marc van Dale
Marc van Dale, właśc. Marc Leonard Pols (ur. 13 listopada 1964 w Rotterdamie) – holenderski didżej i producent muzyczny.
Pseudonim van Dale zaczerpnął od nazwy ulicy, przy której znajdował się sklep muzyczny, w którym pracował. Od 25 lat pracuje jako didżej w stacjach radiowych i klubach muzycznych. Prowadzi własny klub w Amsterdamie oraz własne internetowe radio HITENERGY.
Ma na koncie albumy, remiksy i liczne gościnne występy oraz udziały w składankach. Sławę międzynarodową przyniósł mu singiel Waterwave z 1998 roku.